# Thomas Arthur Connolly
Thomas Arthur Connolly (* 5. Oktober 1899 in San Francisco, Kalifornien; † 18. April 1991 in Seattle, Washington) war ein US-amerikanischer römisch-katholischer Geistlicher und Erzbischof von Seattle.

## Leben
Thomas Connolly wurde als Sohn von Thomas und Catherine Connolly in San Francisco geboren. Seine Schulbildung genoss er am Saint Patrick's Seminary and University in Menlo Park, Kalifornien. Das Sakrament der Priesterweihe empfing er am 11. Juni 1926. Bis 1930 diente er als Kurat an Kirchen in Santa Rosa und Sausalito, ehe er an die Katholische Universität von Amerika nach Washington, D.C. ging. Hier erhielt er 1932 den Doktortitel in Kanonischem Recht.
1934 kehrte er nach Kalifornien zurück, wo er im selben Jahr in San Francisco Privatsekretär von Erzbischof Edward Joseph Hanna wurde. Ein Jahr später, 1935, ernannte ihn Hanna zum Kanzler des Erzbistums San Francisco. 1936 wurde er von Papst Pius XI. zum Monsignore ernannt. 1939 wurde Connolly Kaplan an der Mission San Francisco de Asís.
Am 10. Juni 1939 ernannte ihn Papst Pius XII. zum Weihbischof von San Francisco und Titularbischof von Sila. Die Bischofsweihe spendeten ihm am 24. August 1939 Erzbischof John Joseph Mitty; Mitkonsekratoren waren die Bischöfe Robert John Armstrong und Thomas Kiely Gorman. 1941 wurde er zum Generalvikar ernannt und übernahm in Folge die Aufsicht aller katholischen Geistlichen, die an der Pazifikküste in der United States Army und United States Navy ihren Dienst versahen.
Als Gerald Shaughnessy, der Bischof des Bistums Seattle, gesundheitliche Probleme bekam, wurde ihm Connolly von Papst Pius XII. am 28. Februar 1948 als Koadjutor-Bischof zur Seite gestellt. Als Shaughnessy zwei Jahre später, am 18. Mai 1950, starb, übernahm Connolly als Bischof das nun vakant gewordene Bistum. Am 23. Juni 1951 wurde Seattle vom Bistum zum Erzbistum erhoben und Connolly vom Bischof zum Erzbischof.
Während seiner Amtszeit ließ er die St. James Cathedral in Seattle renovieren, schuf über 350 kirchliche Einrichtungen wie Schulen und Kirchen und gründete 43 neue Gemeinden. 1959 erhielt er von Papst Johannes XXIII. den Titel Päpstlicher Thronassistent. Zwischen 1962 und 1965 nahm Connolly an allen Sitzungen des Zweiten Vatikanischen Konzils statt. Auch setzte sich Connolly stark für die Ökumene, die Bürgerrechtsbewegung und die Lebensrechtsbewegung ein.
Connollys Rücktrittsgesuch wurde am 13. Februar 1975 von Papst Paul VI. stattgegeben. Er verlebte danach noch einen 16-jährigen Ruhestand und starb 91-jährig im April 1991 in Seattle.